# Амонемипет
Амонемипет (др. егип. Jmn-m-jp.t — «Амон из Карнака») — бог в древнеегипетской мифологии, которому с XVIII династии поклонялись как Мин-Камутефу и Амон-Мину.

## Изображения и функции божества
Амонемипета изображали сидящим на троне. Он был одет в плотно облегающую одежду, из которой была видна только голова божества. В начале каждой декады его статую перевозили из храма в Луксоре в храм в Мединет Абу. Затем ему совершали подношение в виде растительной пищи «джем», сначала лотос, затем папирус, которые символизировали Верхний и Нижний Египет.
Титул Амонемипета «сын Камутефа» говорит о том, что это божество защищало божественные поля и способствовало росту сельскохозяйственных культур. Присутствие этого бога гарантировало плодородие египетских земель. Он выполнял роль своего рода помощника в сельском хозяйстве. С начала XXI династии его изображали в священной лодке Амонемипета, которая держала путь с восточной на западную сторону Нила.